# Post restant (film)
Post restant, menționat uneori Post-restant, este un film de comedie romantic și social românesc produs în anul 1961 și lansat în 1962, regizat de Gheorghe Vitanidis după un scenariu de Octavian Sava. Rolurile principale au fost interpretate de actorii Iurie Darie, Florentina Mosora, Grigore Vasiliu-Birlic și Ion Dichiseanu.
La începutul anilor 1960 era în intenția studioului cinematografic „București” de a produce un film cu o temă puternic socială după o schiță și un scenariu definitivat al lui Octavian Sava, însă prin intervenția regizorului și a Direcției Generale a Cinematografiei acesta a fost echilibrat și pe urmă contrabalansat de elementul romantic. Astfel se prezintă povestea unui inginer inventator care se luptă pe două planuri: primul cu birocrația și atitudinea conservatoare a șantierului în introducerea unei noi metode superioare de construcție, mai ieftină și rapidă a unui ansamblu rezidențial; al doilea cu problemele proprii din viața sentimentală, când se adresează în corespondențe unei femei în numele iubitului ei și care alege să se întâlnească în realitate, însă pe fondul timidității îl prezintă ca autor al scrisorilor pe colegul de apartament mai capabil.
Filmul conține numeroase elemente comice de situație și la adresa firii umane a personajelor iar în acest fel tematica socială a fost mult micșorată, motiv pentru care redacția de scenarii a studioului și criticii vremii nu au considerat filmul suficient de bun. Aceasta este una dintre puținele producții cinematografice românești realizate pe peliculă Agfacolor, alături de Toamna în deltă (1951), Ciocârlia (1955), Telegrame și Darclée (1960) și Nu vreau să mă însor (1961).

## Rezumat
Acțiunea este plasată în noul oraș Onești, aflat în plină dezvoltare industrială și urbană, cu oameni tineri care lucrează pe un vast șantier de construcții, pentru care munca și dragostea, probleme ale eticii socialiste, constituie elementele vitale ale vieții.
Firul narativ principal îl urmărește pe un tânăr inginer constructor, inventator și idealist, dar timid și neîmplinit în plan sentimental, pe nume Puiu Crintea (Iurie Darie), ce fusese înainte un simplu muncitor în construcții. Crintea deschide din greșeală o scrisoare adresată fostului locatar al apartamentului (inginerul Filip Maltopol), expeditorul fiind o persoană pe nume Liliana Serafim (Florentina Mosora). Acesta, îndemnat de dorința de a ajuta un om aflat în împrejurări dificile care avea nevoie de un sprijin moral, se angajează în corespondență prin metoda post restant, semnând-o cu numele fostului locatar, deși nu are nici o idee cum arată persoana destinatară. Prin intermediul scrisorilor ia naștere o dragoste sinceră între cei doi, dar în ciuda îndrăznelii cu care este dotat, Crintea este speriat de gândul că, la momentul întâlnirii, Liliana va avea o reacție necorespunzătoare. Din această cauză, Puiu îl prezintă ca autor al scrisorilor pe Dan Vasiliu (Ion Dichiseanu), un tânăr arhitect cu numeroase cuceriri amoroase, care îi este prieten și coleg de apartament și întreprindere. Peripețiile de dragoste îl fac pe Puiu Crintea un Cyrano de Bergerac contemporan, prin formularea declarațiilor de dragoste pentru celălalt, iar încurcătura este astfel alimentată în continuare. Înlănțuirea episoadelor comico-sentimentale aproape că nu le mai permite prietenilor Puiu și Dan să aibă timp pentru munca la serviciu. În acest fel, Puiu se lamentează acasă în compania robotului său, Mitică, iar Dan este ocupat mereu în căutarea Lilianei, care a început să-i placă. În final, adevărul iese la iveală întâmplător și nu prin contribuția directă și hotărâtă a lui Crintea.
Planul secund al filmului este reprezentat de aspectele sociale, legate de profesia de inginer inventator a tânărului: inovațiile care au capacitatea de stimulare a progresului social. Fiind un luptător îndrăzneț pentru victoria noului, după un conflict între Crintea și birocrații de pe șantier, în special cu inginerul șef mai în vârstă, rigid, dar nu de rea-credință, secretarul de partid susține inițiativa inginerului de a introduce panourile prefabricate în locul cărămizilor folosite până la acel moment, lucru care se și întâmplă pentru a duce la sporirea productivității.
În final concluzia se formulează în ideea că nonconformismul aparent al tânărului, atitudine situată pe plan moral și social, se constituie în esența lucrului normal, care necesită setat drept standard în societate. Calitățile care subliniază această caracteristică sunt: inovator talentat, îndrăzneală, entuziasm, devotament prietenesc, bună prietenie, bună-credință, corectitudine și animare cu sentimente puternice și curate. În acest fel, el constituie omul nou, crescut și educat în spiritul ideilor comuniste.

## Distribuție
- Iurie Darie — Puiu Crintea, inginer constructor și inventator
- Florentina Mosora — Liliana Serafim, iubita lui Filip Maltopol, repartizată ca medic la dispensarul orașului
- Grigore Vasiliu-Birlic — Spiridon Protopopescu („nea Spirache”), funcționar la registratura întreprinderii, președintele Comitetului de Bloc (menționat Gr. Vasiliu Birlic)
- Ion Dichiseanu — Dan Vasiliu, arhitect proiectant, colegul de apartament al lui Puiu
- Marcel Anghelescu — meșterul Toma, șef de echipă, secretarul de partid al întreprinderii
- Geo Maican — inginerul șef al șantierului
- Coca Andronescu — Mimoza Protopopescu („Mimi”), fiica lui nea Spirache, iubita brunetă a lui Dan
- Alexandru Giugaru — nea Costache, portarul blocului (menționat Al. Giugaru)
- Vasile Tomazian — poștașul orașului
- Vasilica Tastaman — Lenuș, iubita blondă a lui Dan
- Vasile Florescu — Filip Maltopol, inginer constructor, șeful cabinetului tehnic al întreprinderii „Cimentul”, fostul iubit al Lilianei
- Arcadie Donos — Vasile Dincă, dulgher, tatăl a 11 copii
- Zizi Șerban — tov. Elefterescu, funcționara de la Administrația Asigurărilor de Stat (ADAS)
- Aglaia Metaxa — soția lui nea Spirache, mama lui Mimi
- Ovid Teodorescu — șoferul de camion gras
- Ion Antonescu-Cărăbuș — portarul Teatrului Nou (menționat Antonescu Cărăbuș)
- Dorin Dron — muncitor constructor, vecinul care se mută într-un apartament cu trei camere
- Simion Negrilă — Gavrilescu, inginer la întreprinderea „Cimentul”, autorul proiectului atelierelor mobile
- Benedict Dabija — Busuioc, muncitorul constructor care lucrează cu Crintea
- Eugenia Eftimie
  - copii:

- Bogdan Pancu — fiul geamăn al dulgherului Vasile Dincă
- Alexandru Pancu — fiul geamăn al dulgherului Vasile Dincă

## Producție

### Context
| Imagine indisponibilă                                                        |  | Imagine indisponibilă                                 |
| Relația de iubire dintre Dan (Ion Dichiseanu) și Liliana (Florentina Mosora) |  | Relația de prietenie dintre Dan și Puiu (Iurie Darie) |

La început nu a fost în intenția studioului cinematografic „București” producția unei comedii cu structură narativă aflată în genul comediei romantice, procesul de producție evoluând de la comedia socială, considerată prioritară, decât comedia romantică, aflată în faza scenariului literar. O echilibrare a genurilor, în etapa scenariului regizoral aprobat pentru intrarea în producție, a urmat ulterior, finalizându-se doar ca o comedie romantică.
Crearea filmului are la bază noul plan centralizat de industrializare (1960) pentru o perioadă de 6 ani, care prevedea și un plan amplu pe țară de construcție de locuințe. Acesta continua procesul intens de urbanizare din anii 1950, în deceniul șapte construindu-se în țară 529 319 de apartamente, față de 125 070 din deceniul șase. Între 1956–1965 populația urbană a țării a crescut cu aproximativ 2 milioane de locuitori, reprezentând 38% din totalul populației, față de 31% în 1956. Astfel acțiunea a fost plasată în orașul Onești, aflat la acel moment în plină dezvoltare industrială și urbană, când în perioada 1960–1961 au fost construite uzinele de sodă caustică și policlorură de vinil din cadrul Combinatului Petrochimic Borzești, început ca proiect în 1952.
În urma procesului de urbanizare, strâns legat de cel de industrializare, lumea urbană post 1956 a devenit mai diversă, iar față de comediile românești între 1953–1956 care aveau ca oraș al acțiunii Bucureștiul (cu excepția filmelor Alo?... Ați greșit numărul! și Nu vreau să mă însor) s-au explorat noi orașe puternic dezvoltate la acea vreme ca Hunedoara pentru Băieții noștri, Onești cu Post-restant și Câmpulung cu Doi băieți ca pîinea caldă. Au fost valorificate și stațiuni cu așezări limitrofe ca Eforie, Mamaia și Constanța cu Vacanță la mare și Poiana Brașov și Brașov cu Dragoste la zero grade.

### Scenariu, regie și filmări
Procesul de producție a început în 30 august 1960 prin trimiterea schiței de scenariu a lui Octavian Sava către studiou. În 6 septembrie același an a fost semnat contractul pentru scrierea scenariului, fiind depus în 15 decembrie 1960. Acesta a fost primul scenariu de film realizat de Octavian Sava, cunoscut până atunci ca autor de scheciuri comice și emisiuni umoristice de radio. Textul în această fază avea ca scop principal chestiuni de ordin social, unde un tânăr inginer se luptă cu inginerul șef și cu alte cadre de conducere pentru a le convinge de superioritatea invenției în construcția mai ieftină și rapidă a unui ansamblu rezidențial. În acest context, elementul romantic avea rolul de atracție al publicului.

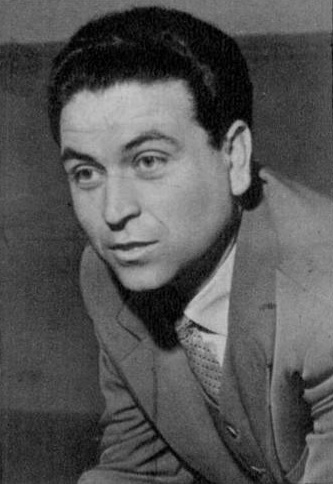
Regizorul filmului, Gheorghe Vitanidis, în 1963

În ianuarie 1961 regizorul Gheorghe Vitanidis a realizat decupajul regizoral, fiind analizat de redacția de scenarii din studio și Direcția Generală a Cinematografiei (DGC) și aprobat în 31 martie 1961. Decupajul s-a constituit într-o echilibrare a comediei sociale și cea romantică, firul narativ decurgând pe două planuri. Astfel, comedia romantică a fost schimbată din rolul suport pentru comedia socială într-o componentă independentă iar aspectele sociale au fost tratate cu mai multă atenție, pentru a nu se inocula impresia unei satire generalizate la adresa administrației șantierului, schimbare subliniată prin acordarea unui rol important secretarului de partid în film. Regizorul a avut prilejul să refolosească echipa de actori de la filmul precedent Băieții noștri.
În două referate ale redacției de scenarii se reflecta o nemulțumire la nivel de studio față de scenariul final compus de regizor, care a schimbat destinația comediei din socială în una romantică. Pe de altă parte, Direcția Generală a Cinematografiei a impulsionat direcția urmată prin dirijarea cu sugestii care au diminuat detaliile socialului, pentru a spori cele romantice și comice. S-a sugerat de către DGC într-o notă din 17 martie 1961, ulterioară referatelor, în scoaterea unor scene care arătau intervenția secretarului de partid în viața șantierului „întrucât această sarcină revine inginerului șef al șantierului”. S-a mai cerut modificarea scenariului pentru a nu figura în film o scenă cu inspectoarea trimisă acasă la inginerul Puiu de la centru. În aceeași notă nu se critica umorul folosit în scenariu, unde cel mai probabil, în opinia autorului Eugen Ignat (2020), DGC era de acord cu direcția urmată de Gheorghe Vitanidis.
Filmările au avut loc între 19 iulie și 27 noiembrie 1961, cele exterioare la Onești, Galați și București, iar cele interioare la Studioul cinematografic „București”. În Onești echipa de filmare a lucrat câteva săptămâni. La sfârșitul lunii decembrie 1961 copia-standard a filmului a fost finalizată.
Cheltuielile de producție s-au ridicat la 5 032 000 lei, fiind filmat color, în 10 acte și cu ecran de proiecție normal. Lungimea peliculei a fost de 2 614 m. Operatorii de imagine au fost Aurel Kostrakiewicz și Nicolae Girardi. Aurel Kostrakiewicz, aflat la primul său film color, a susținut că a încercat împreună cu Gheorghe Vitanidis și Nicolae Girardi să caute naturalețea culorii pe o peliculă încă inferioară Agfacolor produsă la Wolfen (Republica Democrată Germană). Pelicula color era menită să nuanțeze „amalgamul de visuri și beton” ale orașului tânăr, construit de eroii filmului, culorile amintind uneori de cărțile poștale ilustrate. Criticul Eugen Atanasiu a menționat o cromatică bogată, „aproape picturală”. S. Teodorovici l-a menționat ca „Tehnicolor” și „cu o cromatică discretă, dar nu ștearsă, ci dimpotrivă, agreabilă, fără stridențe, filmul «Post restant» afirmă odată în plus calitățile unui regizor exersat (Gh. Vitanidis) și ale unor operatori de talent”. Alte producții cinematografice românești realizate pe această peliculă au fost Toamna în deltă (1951), Ciocârlia (1955), Telegrame și Darclée (1960) și Nu vreau să mă însor (1961).
Muzica filmului îi aparține lui Henry Mălineanu. Scenografia a fost realizată de arhitectul Marcel Bogos, fiind caracterizată prin elemente „vii” ca automatizările din timpul vizitei reprezentantei ADAS în apartament sau robotul Mitică.

## Difuzare
În țară:
- Premiera restrânsă a filmului a avut loc în seara zilei de 16 aprilie 1962 la Cinematograful „Patria” din București.[19][20][A]
- Premiera generală în cinematografele din România a avut loc în ziua următoare, 17 aprilie 1962.[21]
- Filmul a rulat în 23 aprilie 1962 la inaugurarea cinematografului de 450 de locuri, cu două aparate Tehno-cin cu sunet stereofonic și ecran lat[22] de tip Cinemascop[23] din noul oraș muncitoresc Onești, unde au fost prezenți numeroși constructori și alți muncitori din unitățile Complexului Petrochimic Borzești.[24]

În străinătate:
- Republica Populară Ungară: Szerelmi levelezés (1962)[25]
- Republica Democrată Germană: Postlagernd[26] (1 martie 1963 – premieră cinema, 25 februarie 1964 – premieră TV), format 35 mm, lungime 2 487 m, dublat de DEFA-Studio für Synchronisation de către actorii: Kurt Kachlicki⁠(de)[traduceți], Käte Koch, Dieter Wien⁠(de)[traduceți], Erich Giesa, Günther Grabbert⁠(de)[traduceți], Friedrich Siebert, Christa Wodetzki.[27]
- Republica Socialistă Cehoslovacă: Poste restante (1963)[28]
- Republica Populară Polonia: Poste restante (Centrala Wynajmu Filmow⁠(pl)[traduceți] – CWF, 1963)[29]
- URSS:  •  До востребования / Пост рестант, Mosfilm[30]

 •   RSS Ucraineană: До запитання („Do zapîtannea”, 1963)
În 1962, în cadrul festivității săptămânii filmului românesc ce a avut loc la Jakarta, a fost prezentat filmul publicului din Indonezia, alături de Mîndrie.

## Recepție

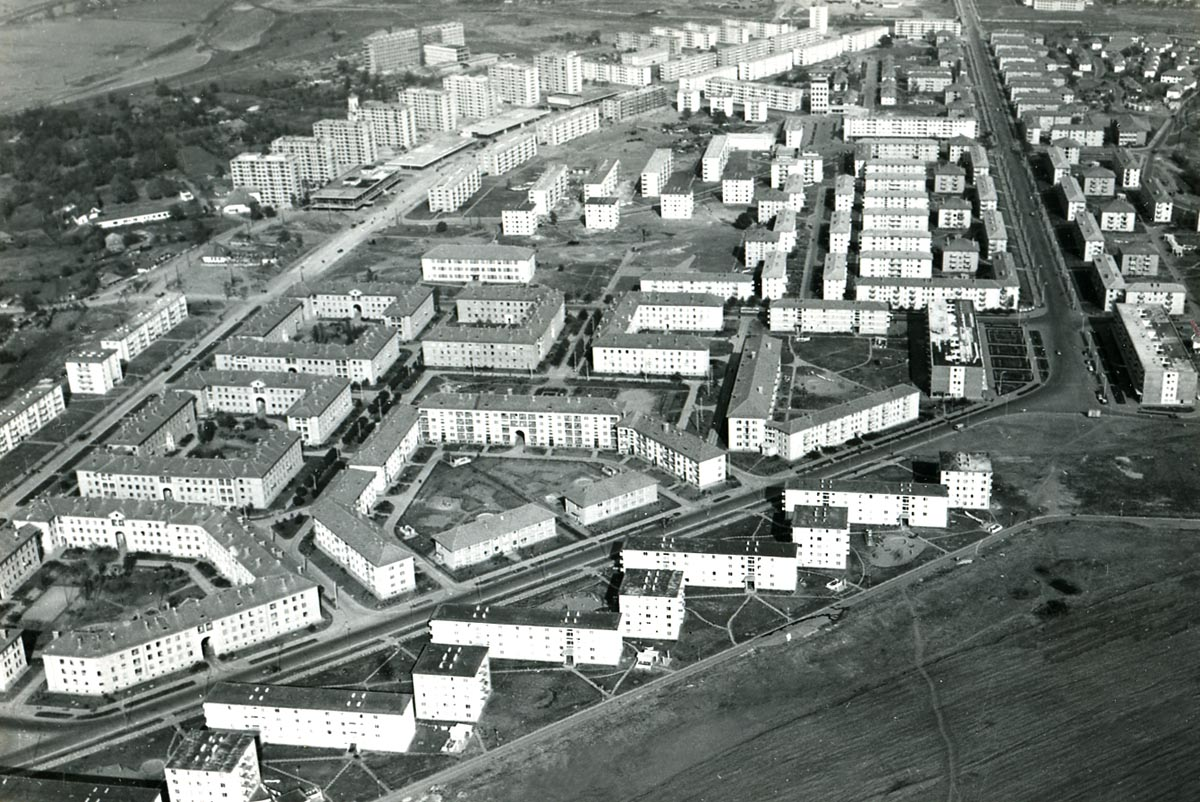
Noul oraș Onești în anii 1960 portretizați în film. În planul din mijloc, la dreapta, locul unde se petrece acțiunea construcției teatrului nou.

Filmul se încadrează la categoria comediilor inspirate din viața contemporană, gen abordat rar la studioul cinematografic „București” la acea vreme. În acest fel, producția a atras un număr considerabil de spectatori, fiind vizionată de 3.057.644 spectatori la cinematografele din România, după cum atestă o situație a numărului de spectatori înregistrat de filmele românești de la data premierei și până la data de 31.12.2007 alcătuită de Centrul Național al Cinematografiei. Această tendință a fost stimulată și de distribuția ce cuprinde actori populari precum Iurie Darie, Marcel Anghelescu, Coca Andronescu, Arcadie Donos, Zizi Șerban și cei de prestigiu ca Alexandru Giugaru și Grigore Vasiliu Birlic.
Potrivit autorului Eugen Ignat (2020), proiectul de scenariu și scenariul literar extins au la bază o comedie puternic pătrunsă de chestiuni sociale: etica muncii, rolul inginerului în accelerarea procesului de construcție a locuințelor noi, influența nefavorabilă a birocrației asupra productivității muncii pe șantier, rolul pozitiv al inovațiilor în industrie și atitudinea conservatoare a cadrelor de conducere față de tehnologia modernă. Totuși, pentru Ignat cadrul social folosește doar ca pretext pentru desfășurarea unei narațiuni concepută în stilul comediei romantice.
Deși în general apreciat, filmul a fost criticat pentru amestecarea mai multor genuri, dar pentru criticul D. I. Suchianu (1962) fiind în fond o calitate:
- poveste științifico-fantastică[8] – mecanizarea à la Jules Verne[34] (incluzând scenele cu robotul, mecanizarea din interiorul apartamentului, case prefabricate și altele);[8]
- documentar – prezentarea orașului nou model al Republicii Populare Romîne,[8] în speță orașul de tip boomtown⁠(en)[traduceți] à l'américaine[35] recent construit, Onești;[8]
- poveste de dragoste[8] ideală și naiv fidelă;[35]
- quiproquo de vodevil[8] à l'italienne;[35]
- ideea morală că o minciună binefăcătoare nu mai e imorală;[8]
- legenda lui Cyrano de Bergerac, care formulează declarații de dragoste pentru altul.[8][35]

| “ | În realitate, nu e amestec, e sinteză. Și mai e ceva, extrem de original. Toate aceste aspecte de viață și de idei sînt învelite într-o delicioasă atmosferă de glumă. Gluma e un gen artistic dificil. Mai dificil ca umorul, ca ironia, ca zeflemeaua, ca sarcasmul. A „lua în glumă” înseamnă a libera evenimentele și acțiunile de o bună parte din greutatea lor, din masa lor ponderală. Dublul înțeles al cuvîntului gravitate definește bine gluma. Gravitatea, tonul grav, sînt părăsite. Iar faptele devin ușoare, volatile, de parcă legea gravitației universale ar fi fost suspendată. Totul se petrece iute, zburător, zîmbitor. Parcă toată lumea ar trăi „în versuri”. Gluma e față de viața gravă ceea ce dansul e față de ortodoxa ambulație pedestră. Gluma nu schimbă nimic din sensul lucrurilor, ci le schimbă doar ritmul. E doar o altă metodă de a prezenta același lucru. Aceeași melodie cîntată pe alt instrument. Metodă dificilă, între altele, pentru că e mereu pîndită de primejdia de a cădea în prostul-gust. (D. I. Suchianu, 1962) Unii n-au înțeles destul poezia acestui film. Decepțiile lor trecute îi fac adesea nedrepți la reușitele efective. Este o nedreptate să nu fii emoționat în fața acelei idei, totodată nostimă și patetică, cuprinsă într-una din scrisori, anume ideea de a construi un oraș nou, unde, ca să ai voie să intri, trebuie să poți răspunde la o întrebare pusă la intrare: întrebare pusă pe un ton politicos, administrativ, întrebare pusă la majestatica persoană a doua plurală, întrebarea: — „Iubiți?”. (D. I. Suchianu, 1965) | ” |
|   | |   |

Potrivit criticului Mihai Tolu (1962), regizorul a realizat un film amuzant, cu câteva momente comice de calitate, din care „ideea artistică răzbate cu timiditate iar sensurile voit critice devin de multe ori lipsite de eficiență”. Din această cauză spectatorul reține prea puține lucruri, în opinia criticului fiind problema lipsei de substanță a scenariului. Fără a-l critica pe Sava, acesta a lăudat nuanțele comicului însă a oferit ca condiție pentru o comedie de calitate să se vorbească despre oameni și faptele specifice populare, dând ca exemple pozitive Băieții veseli, Toată lumea rîde, cîntă și dansează și Milionul. În cazul Post restant, a menționat că pleacă de la premise viabile, dar pe care le abandonează cu ușurință.
O părere asemănătoare a avut-o și Mihail Lupu în Gazeta literară (1962), care a susținut că, menținându-se în zona comediei ușoare, ambițiile realizatorilor ar fi putut fi mai mari. Acesta a mai adăugat că realitățile vremii nu erau reflectate organic în acțiune, rămânând în scenariu doar ca fundal, pe care regia și operatorii au dezvoltat restul. Ca exemplu negativ din film este dat mitingul constructorilor, fără o contribuție reală în dezvoltarea subiectului, iar scena ce conține premisa de poezie cu semnificații actuale în care inginerul Crintea descrie viitorul teatru, aude freamătul publicului și, de pe o estradă provizorie între cofrajele scenei în construcție, recită din Cyrano de Bergerac, a fost numai parțial valorificată.
Pe de altă parte, în opinia acestuia notele lirice au de cele mai multe ori o „factură dulceagă” și lipsă de vibrație poetică, unde scrisorile de dragoste sună emfatic și grandilocvent iar scena jocului cu ceasul în care o păpușă dansatoare se învârte sub privirile personajelor nu este considerată emoționantă. În ceea ce privește satira, aceasta vizează în special funcționarul mărunt de la registratură, îmbâcsit de birocratism și paralizat de frica răspunderii, interpretare insuficientă pentru film. Personaje ca Dan Vasiliu și Filip Maltopol nu au fost tratate consecvent sub ironia sarcastică, deși ofereau un prilej. Lupu a subliniat că publicul este atras mai degrabă de situațiile comice banale și nu de năravurile reprobabile.
Criticul Eugen Atanasiu în cronica filmului din România Liberă (1962) a amintit de căderea pe un plan secund al conflictului principal, cel între inginerul Puiu Crintea și birocrații de pe șantier, pentru ca acțiunea să se concentreze asupra problemelor sentimentale. Acesta a mai adăugat că regizorul a suplinit inconsistența adevăratului conflict prin exagerarea voită a convenției și efectelor comice, pentru a stârni râsul publicului.
Lucia Bogdan în Munca (1962) a menționat că spectatorul, intuind premizele unui deplin succes, rămâne totuși după vizionare cu impresii contradictorii. În această problemă s-a pronunțat asupra unei inconsecvențe și concesii făcute în materie de comedie de către scenarist, arătând că în fond Sava a fost bine intenționat prin încercarea redării elanului creator al muncitorilor și inginerilor constructori și efortul acestora de a realiza mult și bine. Însă în majoritatea cazurilor, acțiunile înlănțuite ar fi lipsite de o justificare logică, mai ales în subordonarea elementelor esențiale realității, netipice pentru relațiile existente între oameni într-o societate socialistă. Pentru aceasta, inconsecvența se conturează în lipsa în film a unei idei clare, a unui mesaj educativ accesibil spectatorilor, mai ales tinerilor cărora li se adresează. Astfel, personajul Puiu Crintea ar fi trebuit să fie principalul purtător de idei, sub aura unui erou pozitiv fermecător, caracterizat de numeroase calități (printre care și cinste), dar se angajează în corespondența altcuiva prin minciună, iar acesta nu mai poate servi, în opinia criticei, ca model și purtător al unui mesaj educativ pentru tânăra generație. În acest caz vina este arătă tot către scenarist, care l-a împins pe personajul Crintea dincolo de limitele acceptabile, de factură corespunzătoare fondului moral propriu. Tot aceasta s-a arătat nedumerită față de Vitanidis, cu multe calități în regie, și impasivitatea față de defectele de fond ale scenariului. O altă problemă indicată a fost aceea că folosirea unor actori cunoscuți în scopul atragerii publicului poate determina un efect contrariu celui scontat, unde actorii Alexandru Giugaru și Grigore Vasiliu Birlic au fost puși în roluri necorespunzătoare personalității artistice a acestora.

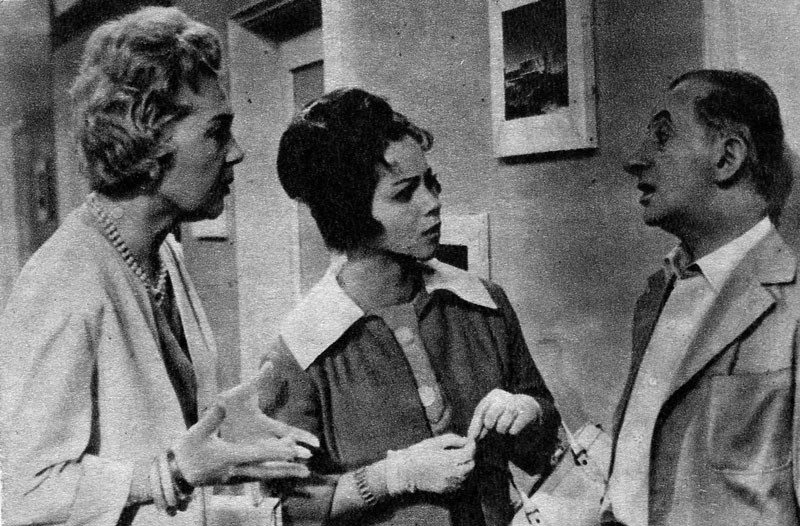
Mimi (interpretată de Coca Andronescu) și părinții (Aglaia Metaxa și Grigore Vasiliu-Birlic)

Redacția de scenarii a studioului a considerat într-un referat intern, referindu-se la componenta comediei sociale, că „este o comedie lirică ce își propune să prezinte aspecte din viața de azi a unui șantier” și mai puțin comedia romantică care este „prea încărcată și lipsită de poezie”. Într-un alt document, cu referire la utilizarea comicului, se face aprecierea: „comicul e buf, gros, iar râsul e mult, sărac și fără zâmbet.”, unde problema indicată de redacție se rezumă la faptul că scenaristul a compus un „comic ușor, gratuit, lipsit de semnificație ideologică” (Ignat, 2020), din încercarea obținerii neapărate a unor efecte comice. În fapt, referatele reflectau o nemulțumire la nivel de studio față de scenariul final compus de regizor, în privința comicului, unde a existat tendința transformării comediei sociale cu intenții satirice în una romantică cu umor de situație.
În opinia lui D. I. Suchianu, pentru o comedie fină este nevoie de o tratare ingenioasă, spirituală, savuroasă, gaguri înduioșătoare, vorbe de duh, replici pline de haz și încurcături vodevilești îndrăcite, puncte care nu au fost pe deplin fructificate, dar care totuși există. De asemenea a mai completat că un lucru esențial este că scenariul nu conține nicio greșeală de gust, fiind original și fără umpluturi, cu un montaj strâns și articulat, per total un „film reușit”. Lucia Bogdan a conchis că nu a fost prima dată când s-a constatat nereușita sau reușita parțială a unei comedii românești, considerând necesară o consfătuire la nivel de studio pentru crearea unei comedii fără defectele menționate.
Autorul argentinian F. Suarez a apreciat producția drept „promițătoare” în revista de film Tiempo de Cine din Buenos Aires, după ce a urmărit-o la Clubul cineaștilor de la Moscova⁠(en)[traduceți] cu ocazia săptămânii filmului românesc în URSS.
Autorului Eugen Ignat (2020) a concluzionat că primirea filmului de către critici, care au acuzat lipsa unui conflict adevărat și a umorului incisiv, trebuie înțeleasă în contextul revalorizării satirei incisive a cărei scop era să atace fenomene negative din societate, plan prezentat în discursul oficial despre umor la începutul anilor 1960.

### După 1990
| “                                                          | Inovator dinamic, militând pentru „progresul tehnic”, constructorul de locuințe Crintea e un timid în dragoste. După ce i-a compus 111 scrisori Lilianei, strâns cu ușa, i-l prezintă drept autor pe amicul său Dan, imbatabil seducător. Fina intuiție a femeii îndrăgostite îl va descoperi pe corespondentul real. Se reia, în acest „Cyrano” contemporan, pretextul din Alo, ați greșit numărul, dar fără bucuria și verva din comedia lui Călărașu. Inteligența și umorul au fost abandonate. | ” |
| — Tudor Caranfil, în „Dicționar de filme românești” (2002) | |   |

## Interpretare
Potrivit lui D. I. Suchianu (1962), filmul se include în categoria poveștilor fantastice bune, unde fantasmagoria are un înțeles și un mesaj, irealul exprimând simbolic realul. Cu alte cuvinte, ce ține de simplă dorință evocă un fapt virtual posibil, iar plăsmuirile reflectă realități grave, serioase și consistente. În schimb, în film s-a procedat invers, unde subiectul, sau unul dintre subiecte, este „cum am visa noi să fie orașul viitorului”. La acesta s-a prezentat un oraș unde mecanizarea a ajuns la rang de paroxism, fiind asociată cu o nevoie de frumusețe și o aspirație la fericire. Dar în același timp, orașul prezentat ca simbol ideal „este... un oraș real, un oraș care există, în lemn și piatră, în calciu și fier, orașul Onești”, astfel „simbolul e simbolizat chiar prin lucrul simbolizat”, în opinia criticului. Elementul, considerat retrosimbolism, conferă lucrurilor o consistență realistă masivă, ia pe de altă porte, funcția simbolistă, ajutată de realitatea însăși, atinge o intensitate însemnată. Pentru Suchianu, scenaristul Octavian Sava, voluntar sau nu, a așezat, pe deasupra glumelor de amănunt, o „glumă enormă” prin inversarea raportului dintre real și imaginar și/sau dintre adevăr și ficțiune.
Partea se constituie într-o lecție a filmului, unde toate par a se petrece într-o lume de vis, iar înlănțuirile cauzale sunt subtile, posibil ca o ironie la adresa conceptului de cauzalitate.

### Minciuna și quiproquoul
Cu același rezultat precum gluma este irealul ca simbol de real, unde adevărul simbolizat printr-o minciună adevărată este o minciună sinceră. Astfel scrisorile de dragoste între cele două personaje sunt adevărate și reprezintă o realitate, dar la aceasta intervine minciuna propriu-zisă prin schimbarea de roluri, unde prietenul este rugat să declare că el este autorul scrisorilor. Dar chiar și în această situație minciuna nu este deplină, întrucât prietenul este gata a se îndrăgosti. Cei implicați iau parte la un joc multiplu, fiecare încercând să păcălească, mistifice și înșele, zadarnic însă întrucât avalanșa de minciuni eșuate se prefac în realități, dând poveștii un caracter realist însemnat.
Lecția rezultată, în opinia lui Suchianu, se poate enunța ca „goniți realul, și el se va întoarce în galop”.

### Elemente de comedie
Scenaristul a oscilat între comedia lirică și satirică, dar renunțându-se în final la ambele tendințe, cu o intrigă bazată pe quiproquouri, gaguri și coincidențe în urma decupajului regizoral, care a diminuat satira. Principalul tip de comic este cel de situație, iar pe plan secund se situează comicul de caracter sau de moravuri, cu funcție satirică. Potrivit autorului Eugen Ignat (2020), filmul se diferențiază de comediile Pe răspunderea mea, Alo?... Ați greșit numărul! și Băieții noștri prin faptul că satira nu se constituie ca formă de corecție a unor trăsături de caracter negative ale eroului principal, fiind un comic de situație menit să stârnească râsul și în același timp să facă personajul simpatic. Diferit este și modul de descriere al acestuia, unde nu este văzut ca un tânăr cu probleme, ci un etalon moral față de restul personajelor. În același fel, nonconformismul eroului nu este îngrădit prin conformarea la colectiv precum în comediile anterioare, ci este considerat un reper moral și social.
Alternativ, umorul de situație a fost asociat și cu un comic burlesc prin intervenția actorilor cu roluri secundare Grigore Vasiliu Birlic (funcționarul servilic de la registratură) și Alexandru Giugaru (portarul de bloc cu ambiții carieriste). Prin gaguri și scene burlești s-a atenuat semnificativ componenta comediei sociale, dar care nu a dispărut în totalitate. Regizorului îi este asociată o spontaneitate compozițională în materie de gaguri: reprezentanta ADAS înspăimântată de automatizările din casa inventatorului, care din această cauză renunță la publicitatea asigurărilor de viață, iar cei doi prieteni arătați cum adorm în parc pe o bancă sub bustul lui Ciprian Porumbescu.
O sursă importantă de situații comice o constituie timiditatea eroului, „slăbiciune” intens exploatată. Critica Lucia Bogdan a considerat drept concesii ale scenaristului anumite glume perimate sau neinspirate, „«rețete» uzate de comedie” în dezacord cu intelectul celor care le rostesc, precum întrebarea „– Întotdeauna te bâlbâi?” și răspunsul lui Crintea: „– Nu, numai când vorbesc.”

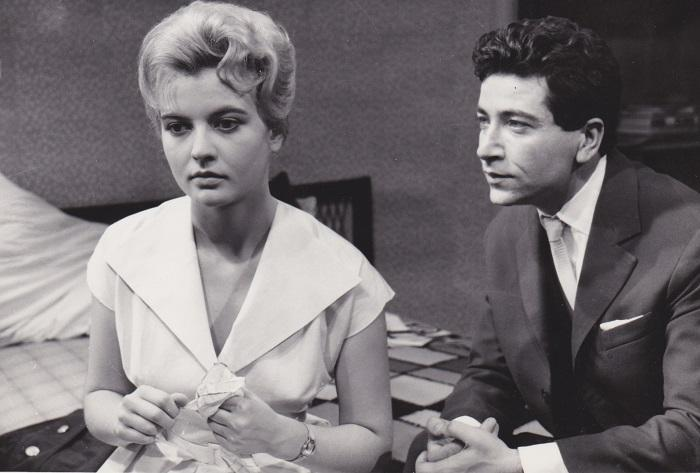
Instantaneu cu Florentina Mosora și Ion Dichiseanu în timpul filmărilor

Potrivit lui Mihai Tolu, o scenă revelatoare este când arhitectul Dan, tânăr cu idealuri în viață mic-burgheze statornice, îi reproșează prietenului său, Puiu Crintea, inginer constructor talentat, că „se amestecă unde nu-i fierbe oala”. La această remarcă îi răspunde cu vehemență că „oriunde fierbe o oală în oraș, e și oala mea”, dând de înțeles că se simte responsabil nu doar pentru faptele lui, dar și ale oamenilor din jur. Astfel principalul scop în viață fiind lupta cu inerția, birocratismul, indiferența, pentru promovarea noului și a binelui celor din jur, constituindu-se într-o idee generoasă și caracteristică noilor vremuri. Dar cum acesta este timid și zăpăcit, ce nu se descurcă în situații comune și nu se poate realiza în fața unei femei, dar este în schimb plin de idei, lupta acestuia stârnește situația umoristică îngăduitoare, întrucât Crintea este tânăr, simpatic și îndărătnic. Tolu a continuat că un comic de substanță putea porni de la acest detaliu, însă autorul a preferat situația comică fără scop precis pe quiproquouri.
Suchianu a prezentat o replică cu valoare literară mai durabilă decât hazul momentului, aceea a contramaistrului care spune amar și zâmbitor: „ce păcat că ăla care a făcut lumea a dat tinerețea pe mîna copiilor”.

### Elemente contrastante
Regizorul a schimbat rolul Lilianei compus de scenarist (rol interpretat de Florentina Mosora, singura neprofesionistă din distribuție), unde personajul a ajuns caracterizat de o gravitate profundă, contrastul unic pe fondul general de glumă, vorbele ei fiind sincere, fără declamații și solemnitate. Ca asemănare, aceasta este asociată cu o domnișoară de pension sau elevă silitoare care redă cuvintele grav și fără afectație, dând impresia constant de o dramă, dar fără niciun indiciu care să conducă la această concluzie din tonul avut. Actrița s-a străduit să confere personajului luminozitate și sobrietate, evitând unele tendințe melodramatice din scenariu. I s-a reproșat că pe fondul lipsei de experiență artistică, sobrietatea Lilianei a devenit rigidă și inexpresivă în momentele importante, spectatorii nedeslușind direcția sentimentelor adevărate ale personajului.
Personajul bărbătesc, interpretat de Iurie Darie, își ascunde gravitatea sub masca dezinvolturii și sub înfățișarea, reală și nu mască, a unei zăpăceli cronice de timid sentimental. Ca actor de film, în opinia lui D. I. Suchianu, Darie a căpătat potențial prin reținere, sobrietate și absența declamațiilor.
Ion Dichiseanu (Dan) a interpretat rolul de „falsă pușlama”, un tânăr care se crede isteț și un irezistibil „cuceritor de inimi”, ce este extrem de încrezut și anost. Dar sub aparență este un băiat serios, capabil, muncitor, conștiincios, bun prieten, contrariul secăturii în care joacă. Din punct de vedere cinematografic combină figura pungășește cu detalii vestimentare amuzante, de om „gătit”: cămăși piersicii sau azurii și pantofi pembe și tutti quanti, pe care nu le poartă niciodată la fel. Astfel reiese că personajul este „superficial și chimiță în lucrurile mici, serios și cinstit în lucrurile mari”, atingându-și scopul artistic prin dezgustul inoculat spectatorului când tratează amorul prin părerea proprie că este irezistibil în fața femeilor. În opinia criticei Lucia Bogdan, atitudinea creatorilor rămâne una expozitivă sau chiar îngăduitoare în cazul lui Dan, care ar fi trebuit sancționat moral și nu încurajat prin acțiunea care îl antrenează și pe Crintea, ieșind din caracterul educativ al filmului. În același timp, actorul este criticat pentru că nu a făcut eforturi pentru a diferenția personajul de alții asemănători, interpretați în alte filme.

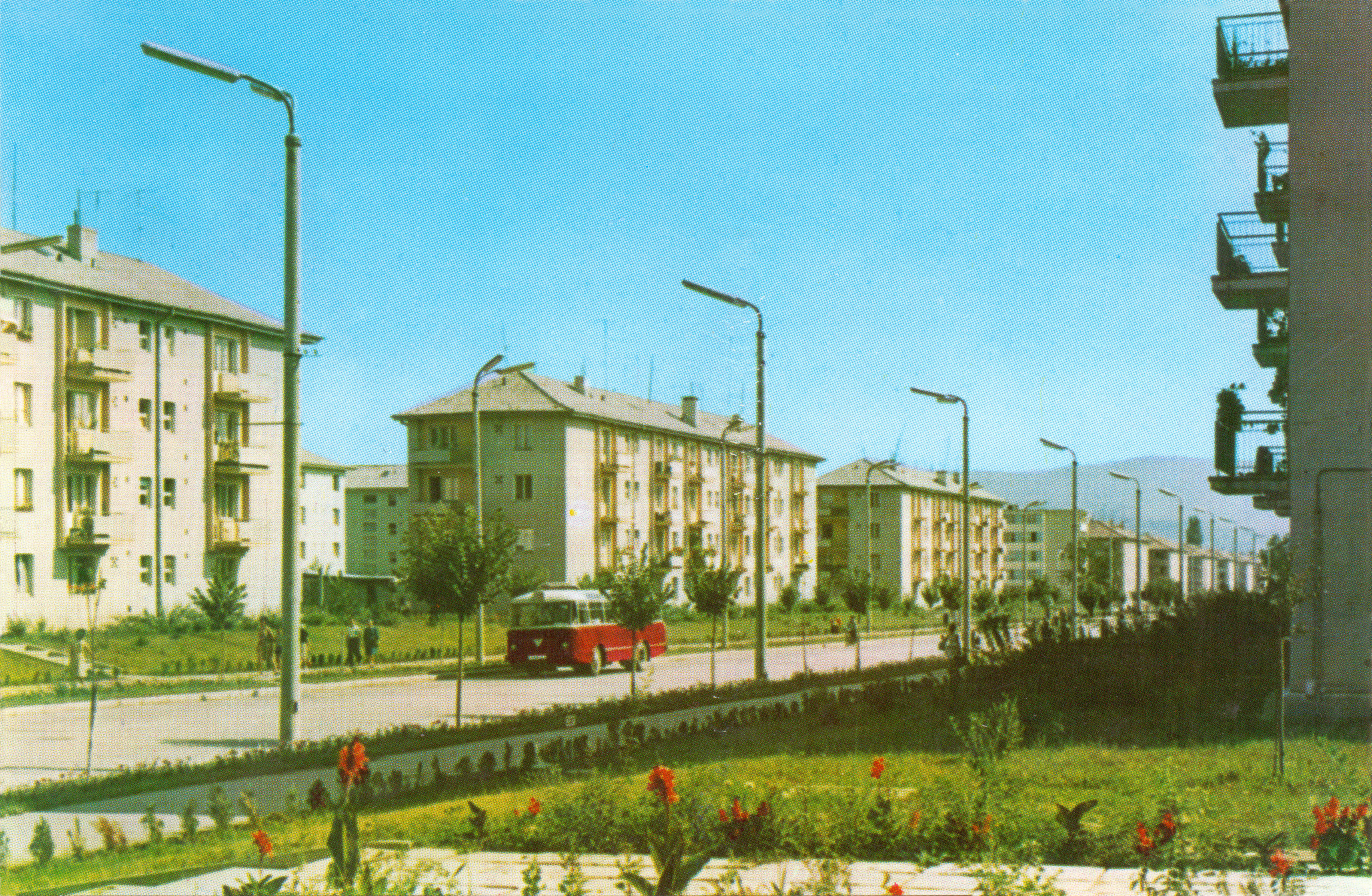
Orașul nou, Onești. Pe această stradă Liliana este surprinsă venind de la apartamentul lui Crintea.

În film se remarcă și satirizarea atitudinii conservatoare a administrației șantierului față de inovație prin poziția de împotrivire la adresa atitudinii inginerului. În fapt, un laitmotiv al scenariului îl reprezintă contrastul între nou și vechi: orașul nou pus în antiteză cu orașul vechi, dragostea de tip nou între Puiu și Liliana în comparație cu dragostea superficială a lui Dan față de Mimi. De asemenea, concluzia amoroasă a poveștii este corelată cu firul narativ social, unde dragostea îi oferă tânărului o forță în plus în lupta personală în scopul îndeplinirii idealurilor sociale proprii.
În urma decupajului regizoral unde se arogă un rol important secretarului de partid, acesta este pus în lumina de a susține inițiativa tânărului inginer de a introduce panourile prefabricate în locul cărămizilor folosite până la acel moment și totodată secretarul sugerează că inginerul șef se opune inițiativei lui Puiu din rigiditatea specifică vârstei, care poate fi depășită, și nu din rea-voință. Acțiunile, în general, ale secretarului au rolul de a lămuri chestiunile și au un rol fundamental în concluzia amoroasă, când Puiu și Liliana ajung împreună.